# Puchar Świata w narciarstwie alpejskim 1980/1981
Sezon 1980/1981 Pucharu Świata w narciarstwie alpejskim rozpoczął się 3 grudnia 1980 we francuskim Val d’Isère, a zakończył 28 marca 1981 w szwajcarskiej miejscowości Laax. Była to 15. edycja pucharowej rywalizacji. Rozegrano 33 konkurencje dla kobiet (10 zjazdów, 9 slalomów gigantów i 9 slalomów specjalnych i 5 kombinacji) i 36 konkurencji dla mężczyzn (10 zjazdów, 11 slalomów gigantów i 10 slalomów specjalnych i 5 kombinacji).
Puchar Narodów (łącznie) zdobyła reprezentacja Szwajcarii, wyprzedzając Stany Zjednoczone i Austrię.

## Puchar Świata w narciarstwie alpejskim kobiet
Wśród kobiet najlepszą zawodniczką okazała się Szwajcarka Marie-Therese Nadig, która zdobyła 289 punktów, wyprzedzając swoją rodaczkę Erikę Hess i reprezentantkę Liechtensteinu Hanni Wenzel.
W poszczególnych klasyfikacjach tryumfowały:
- Marie-Therese Nadig – zjazd
- Erika Hess – slalom
- Tamara McKinney – slalom gigant
- Marie-Therese Nadig – kombinacja

## Puchar Świata w narciarstwie alpejskim mężczyzn
Wśród mężczyzn najlepszym zawodnikiem okazał się Amerykanin Phil Mahre, który zdobył 266 punktów, wyprzedzając Szweda Ingemara Stanmarka i reprezentanta ZSRR Aleksandra Żyrowa.
W poszczególnych klasyfikacjach tryumfowali:
- Harti Weirather – zjazd
- Ingemar Stenmark – slalom
- Ingemar Stenmark – slalom gigant
- Phil Mahre – kombinacja

## Puchar Narodów (kobiety + mężczyźni)
- 1.  Szwajcaria – 1727 pkt
- 2.  Stany Zjednoczone – 1429 pkt
- 3.  Austria – 1388 pkt
- 4.  Włochy – 777 pkt
- 5.  RFN – 730 pkt